# Acentrogobius viridipunctatus
Acentrogobius viridipunctatus  es una especie de pez de la familia de los Gobiidae en el orden de los Perciformes.

## Morfología
Los machos pueden llegar a alcanzar los 9,2 cm de longitud total.

## Hábitat
Es un pez de clima tropical y demersal.

## Distribución geográfica
Se encuentra desde el África Oriental hasta el Japón y Nueva Guinea, incluyendo el delta del río Mekong. 

## Observaciones
Es inofensivo para los humanos. 